# استان ساجاما
استان ساجاما (به اسپانیایی: Provincia Sajama) یکی از استان‌های بولیوی در بولیوی است که در شهرستان اورورو واقع شده‌است. استان ساجاما ۷٬۷۰۴ کیلومتر مربع مساحت و ۹٬۰۹۶ نفر جمعیت دارد.